# Évigny
Évigny is een gemeente in het Franse departement Ardennes (regio Grand Est) en telt 189 inwoners (2004). De plaats maakt deel uit van het arrondissement Charleville-Mézières.
De gemeente werd op 22 maart 2015 opgenomen in nieuwgevormde kanton Nouvion-sur-Meuse nadat het kanton Mézières-Centre-Ouest, waar de gemeente tot dan toe onder viel, werd opgeheven.

## Geografie
De oppervlakte van Évigny bedraagt 4,3 km², de bevolkingsdichtheid is 44,0 inwoners per km².
De onderstaande kaart toont de ligging van Évigny met de belangrijkste infrastructuur en aangrenzende gemeenten.

## Demografie
Onderstaande figuur toont het verloop van het inwonertal (bron: INSEE-tellingen).

Vanwege een beveiligingsprobleem met de MediaWiki Graph-software is het momenteel niet mogelijk deze grafiek weer te geven. Zodra de software is bijgewerkt zal de grafiek vanzelf weer zichtbaar worden.

## Externe links

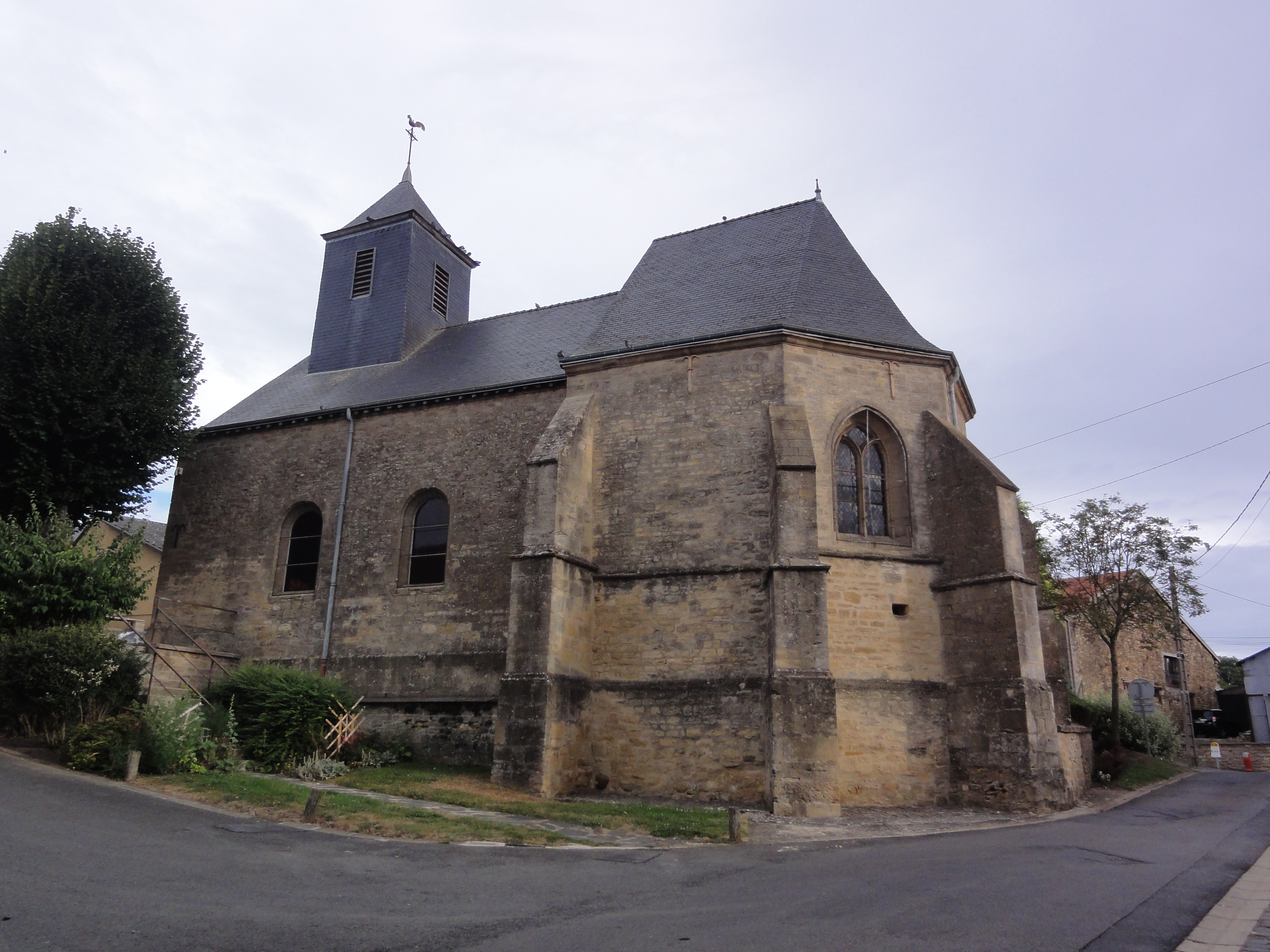
Kerk van Évigny